# مارك كيارني
مارك كيارني (بالإنجليزية: Mark Kearney)‏ هو لاعب كرة قدم بريطاني، ولد في 12 يونيو 1962 في Ormskirk ‏ في المملكة المتحدة. لعب مع نادي إيفرتون ونادي بوري ونادي تلفورد يونايتد ونادي مانسفيلد تاون.